# 威海英式建筑
威海英式建筑，位于中國山东省威海市，是英租威海卫时期的建筑。

## 简介
截至2013年，威海市尚存的老洋房共68处、228栋，主要集中在市区海滨一带及刘公岛上。其中，市区有28处，61栋，主要分布在育华路、北山路、东山路、环海路一线、合庆湾北岸及市区南部；刘公岛有40处，167栋，主要集中在该岛中西部。
2013年，国务院核定公布第七批全国重点文物保护单位，其中有“威海英式建筑”，共包括两项（华勇营大楼旧址、威海卫殖民政府官员寓所旧址），均位于北山路1号院内。
其他等级的文物保护单位主要有：
威海市区
- 威海卫管理公署官员住宅旧址：年代为1935年，位于环翠区建设街55号，2009年12月30日公布为第三批威海市文物保护单位[3]。
- 爱德华码头警署旧址：年代为1902年，位于环翠区鲸园街道育华路，2013年12月19日公布为第四批威海市文物保护单位[4]。
- 重庆街华商商行旧址：年代为1933年，位于环翠区鲸园街道重庆街，2013年12月19日公布为第四批威海市文物保护单位[4]。
- 宽仁院施诊所旧址：年代为1935年，位于环翠区竹岛街道新威附路，2013年12月19日公布为第四批威海市文物保护单位[4]。

刘公岛
- 英国海军上将别墅旧址：位于刘公岛中东部，是英国高级军官消夏避暑居所。2000年列为山东省历史优秀建筑。2006年列为山东省文物保护单位[5]
- 康来饭店旧址：又称刘公岛饭店、岛里饭店，是英商邓肯·克拉克创办康来洋行，租用原北洋海军军官宿舍开设的饭店。其西部有排附属平房，是国王学校旧址。2000年列为山东省历史优秀建筑。2006年列为山东省文物保护单位[5]。
- 共济分会旧址：德恩垂共济会馆旧址，即马克索尼俱乐部，是英租时期主要社交娱乐场所。2006年列为山东省文物保护单位[5]。
- 蒸馏所旧址：位于铁码头北侧，由东西两部分组成，是英军进行海水淡化的场所。2006年列为山东省文物保护单位[5]。
- 私营商店旧址：位于丁公路。是英国殖民当局建造，出租给商人使用，为英军占领时期最繁华的街道。2004年列为威海市文物保护单位[5]。
- 英国监狱旧址：位于康来饭店以北，是山东省内唯一保存完好的帝国主义监狱。2004年列为威海市文物保护单位[5]。
- 刘公岛基督教堂旧址：有教堂及附属建筑八间，为驻岛英军及外侨服务，建筑明显带有西式风格和宗教色彩。2004年列为威海市文物保护单位[5]。
- 英国皇家海军中国舰队司令部旧址：位于水师学堂以东，是英国皇家海军中国舰队最高指挥中心。后来被用作海军疗养院医生宿舍。2004年列为威海市文物保护单位[5]。
- 英国皇家海军中国舰队高级军官避暑房旧址：位于岛西部，共两组。2004年列为威海市文物保护单位[5]。
- 共济分会东住宅旧址：位于刘公岛西村，是普通军官别墅。2004年列为威海市文物保护单位[5]。
- 刘公岛巡查官邸旧址：刘公岛是当年威海卫租借地三大警区之一，设有英国籍巡查管理，负责岛上治安及市政建设。2004年列为威海市文物保护单位[5]。
- 医官长官邸旧址：年代为1919年前，位于刘公岛邓公路西首路南，2009年12月30日公布为第三批威海市文物保护单位[3]。
- 丁汝昌寓所周边英国人住宅旧址（3栋）：年代为英租时期，位于刘公岛丁汝昌寓所东，2009年12月30日公布为第三批威海市文物保护单位[3]。
- 刘公岛英商海滨别墅（2栋）：年代为英租时期，位于刘公岛东泓路南，2009年12月30日公布为第三批威海市文物保护单位[3]。
- 刘公岛皇仁学堂：年代为1920年，位于刘公岛提督署东，2009年12月30日公布为第三批威海市文物保护单位[3]。
- 刘公岛弟兄会传教士住宅旧址：年代为1907年，位于刘公岛邓公路，2013年12月19日公布为第四批威海市文物保护单位[4]。
- 刘公岛西村华商住宅旧址：年代为1918年，位于刘公岛刘公路（龙王庙西北），2013年12月19日公布为第四批威海市文物保护单位[4]。
- 刘公岛英海军村旧址：年代为1918年，位于刘公岛丁公路，2013年12月19日公布为第四批威海市文物保护单位[4]。
- 刘公岛英利商行旧址：年代为民国，位于刘公岛刘公岛刘公路，2013年12月19日公布为第四批威海市文物保护单位[4]。